# Winter Games
Winter Games ist ein Computerspiel, das von der US-amerikanischen Spielefirma Epyx für den Heimcomputer Commodore 64 entwickelt und 1985 veröffentlicht wurde. Die Sportsimulation wurde für zahlreiche andere Heimcomputer und Spielkonsolen portiert. Winter Games simuliert mehrere Disziplinen der Olympischen Winterspiele und ist ein Nachfolger des erfolgreichen Spiels Summer Games desselben Herstellers aus dem Jahr 1984.

## Spielprinzip
Das Spiel ist für ein bis acht Spieler ausgelegt, die unterschiedliche Länder repräsentieren können. Jeder Spieler kann in unterschiedlichen Wintersportarten versuchen, den ersten Platz zu erreichen.
Es stehen bis zu acht verschiedene Sportarten zur Auswahl:
- Ski Alpin (Alpine skiing)
- Skispringen (Ski jumping)
- Biathlon (Biathlon)
- Bobsport (Bobsleigh)
- Eiskunstlauf (Figure skating)
- Eisschnelllauf (Speed skating)
- Rennrodeln (Luge)
- Freestyle-Skiing (Freestyle skiing, im Spiel auch "Hot Dog Aerials" genannt)

## Entwicklungs- und Veröffentlichungsgeschichte
Winter Games, das ein Nachfolger des Spiels Summer Games war, wurde zuerst für den Commodore 64 veröffentlicht und später auf andere Heimcomputer und Spielkonsolen portiert: Apple II, Apple IIGS, Atari 2600, Atari 7800, Atari ST, Commodore Amiga, DOS, Famicom Disk System, Mac OS, Nintendo Entertainment System, Schneider CPC und ZX Spectrum Im Jahr 2004 wurde es nochmals für das C64 Direct-to-TV herausgebracht.
Derzeit besitzen Ironstone, Magnussoft und System 3 die Lizenz den Namen Epyx zu verwenden. Dadurch erscheinen derzeit für verschiedene Plattformen wieder Spiele, deren Name und Gestaltung sich ans Original anlehnt.

## Rezeption
Das deutsche Printmagazin Power Play urteilte über die Atari-2600-Portierung, dass sie das Beste aus der Konsole heraushole und eine „kleine technische Meisterleistung“ darstelle. Redakteur Martin Gaksch hob das Scrolling und die Animationen besonders hervor. Zwar sei die grafische Darstellung stellenweise detailarm, doch sei dies eindeutig der mangelnden Leistungsfähigkeit der Konsole geschuldet. Gaksch wies darauf hin, dass das Atari 2600 nur über ein Viertel des Speicherplatzes des Ausgangscomputers Commodore 64 verfüge.